# IC 502
IC 502 ist eine elliptische Zwerggalaxie vom Hubble-Typ E im Sternbild Krebs auf der Ekliptik. Sie ist schätzungsweise 179 Millionen Lichtjahre von der Milchstraße entfernt und hat einen Durchmesser von etwa 20.000 Lj.
Das Objekt wurde am 12. April 1893 vom französischen Astronomen Stéphane Javelle entdeckt.